# Lotlhakane
Lotlhakane is een dorp in het district Southern in Botswana. De plaats telt 4828 inwoners (2011).